# Copa de la Liga de Trinidad y Tobago
La Copa de la Liga de Trinidad y Tobago, conocida como First Citizens Cup por razones de patrocinio, es la copa de la liga que se juega en Trinidad y Tobago.

## Historia
El torneo fue creado en el año 2000 y a diferencia de la Copa Trinidad y Tobago donde es un torneo abierto, en la Copa de la Liga solo participan equipos de la TT Pro League y es patrocinado por el First Citizens Bank desde el año 2001, otorgando un premio de $80.000 al ganador del torneo y $20.000 al finalista.

## Palmarés
| Llave | Llave                                |
| ----- | ------------------------------------ |
| *     | Definido en tiempo extra             |
| †     | Definido en penales sin tiempo extra |
| ‡     | Definido en penales y tiempo extra   |

| Año  | Campeón               | Resultado | Finalista         | Sede                    |
| ---- | --------------------- | --------- | ----------------- | ----------------------- |
| 2000 | San Juan Jabloteh     | 1–0       | Defence Force     | Marvin Lee Stadium      |
| 2001 | W Connection          | 1–0       | Caledonia AIA     | Manny Ramjohn Stadium   |
| 2002 | Defence Force         | 2–0       | W Connection      | Hasely Crawford Stadium |
| 2003 | San Juan Jabloteh (2) | * 1–1*    | W Connection      | Manny Ramjohn Stadium   |
| 2004 | W Connection (2)      | ‡ 2–2     | Defence Force     | Manny Ramjohn Stadium   |
| 2005 | W Connection (3)      | 3–1       | San Juan Jabloteh | Manny Ramjohn Stadium   |
| 2006 | W Connection (4)      | 3–1       | North East Stars  | Manny Ramjohn Stadium   |
| 2007 | W Connection (5)      | 2–0       | Caledonia AIA     | Manny Ramjohn Stadium   |
| 2008 | W Connection (6)      | † 2–2     | Joe Public        | Manny Ramjohn Stadium   |
| 2009 | Defence Force (2)     | 1–0       | Joe Public        | Marvin Lee Stadium      |
| 2010 | Joe Public            | † 1–1     | Defence Force     | Marvin Lee Stadium      |
| 2011 | Caledonia AIA         | 2–1       | T&TEC             | Hasely Crawford Stadium |
| 2012 | Caledonia AIA (2)     | 2–1       | Defence Force     | Hasely Crawford Stadium |
| 2013 | Central FC            | 2–1       | Defence Force     | Hasely Crawford Stadium |
| 2014 | Central FC (2)        | 1–0       | North East Stars  | Hasely Crawford Stadium |
| 2015 | W. Connection (7)     | 2–1       | Central FC        | Estadio Hasely Crawford |
| 2016 | Defence Force (3)     | 1-0       | Ma Pau SC         | Estadio Hasely Crawford |
| 2017 | W. Connection (8)     | 3-1       | Defence Force     | Estadio Ato Boldon      |
| 2018 | Central FC (3)        | ‡ 2–2     | Defence Force     | Estadio Hasely Crawford |

## Títulos por Equipo
| Club              | Títulos | Último Título | Finalista | Última Final Perdida |
| ----------------- | ------- | ------------- | --------- | -------------------- |
| W. Connection     | 8       | 2017          | 2         | 2003                 |
| Defence Force     | 3       | 2016          | 7         | 2018                 |
| Central FC        | 3       | 2018          | 1         | 2015                 |
| Caledonia AIA     | 2       | 2012          | 2         | 2007                 |
| San Juan Jabloteh | 2       | 2003          | 1         | 2005                 |
| Joe Public        | 1       | 2010          | 2         | 2009                 |
| North East Stars  | 0       |               | 2         | 2014                 |
| T&TEC             | 0       |               | 1         | 2011                 |
| Ma Pau SC         | 0       |               | 1         | 2016                 |